# Valerie Eickhoff

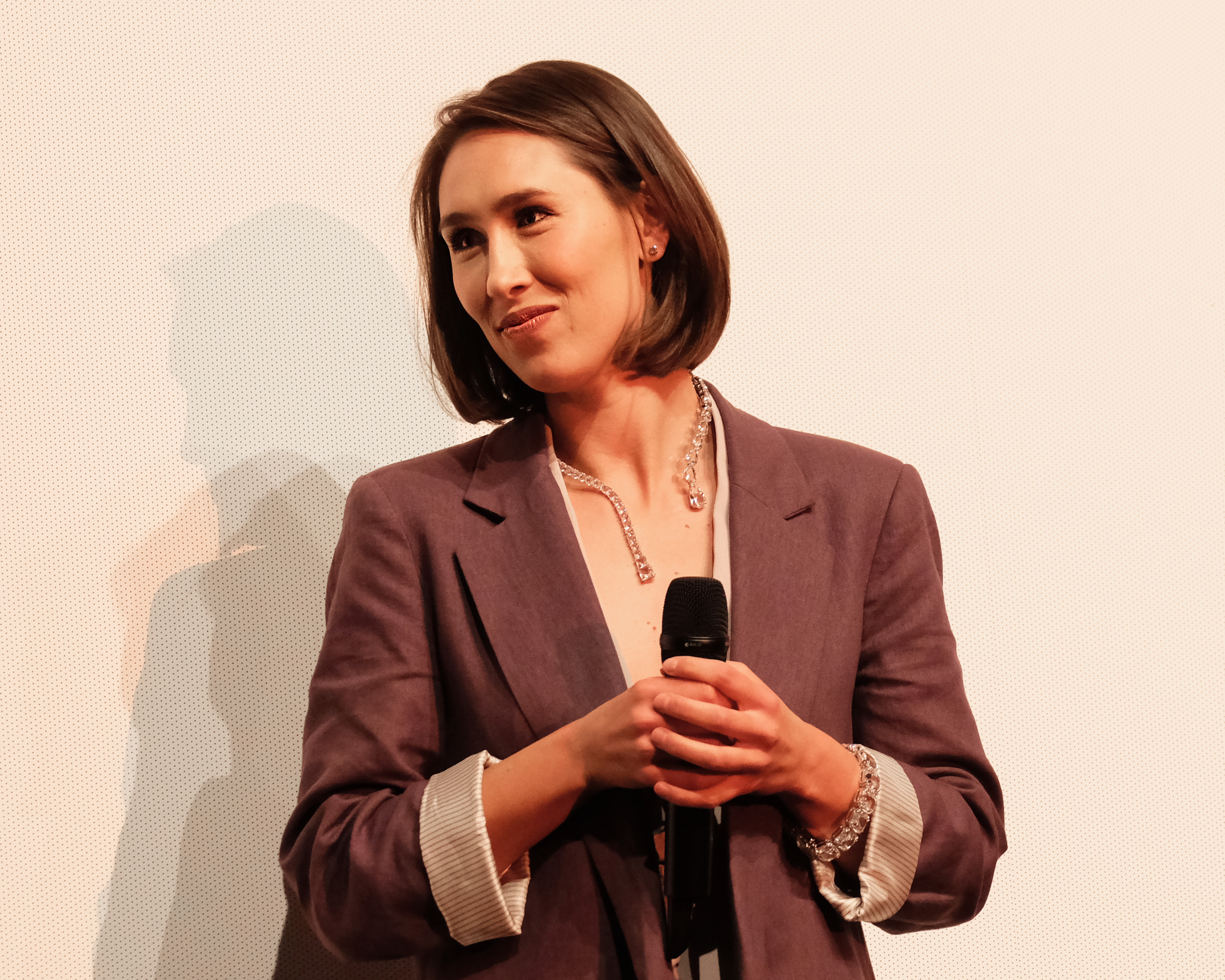
Valerie Eickhoff (2025)

Valerie Eickhoff (* 10. Mai 1996 in Herdecke) ist eine deutsche Opernsängerin (Mezzosopran).

## Leben
Valerie Eickhoff absolvierte ihr Gesangsstudium bei Konrad Jarnot an der Robert Schumann Hochschule Düsseldorf mit Auszeichnung. Ihre musikalische Ausbildung ergänzte sie durch Stipendien und die Teilnahme an Meisterkursen mit Brigitte Fassbaender, Bernarda Fink, Eric Schneider.
In der Spielzeit 2018/19 war sie Mitglied im Opernstudio Niederrhein, in der Folgesaison Mitglied im Opernstudio der Deutschen Oper am Rhein. Ab 2020/21 wurde sie dort ins Ensemble aufgenommen, wo sie Diana (Offenbach „Orpheus in der Unterwelt“), Rosina (Rossini „Il barbiere di Siviglia“), Hänsel (Humperdinck „Hänsel und Gretel“), Cherubino (Mozart „Le nozze di Figaro“), Annina (Verdi „La traviata“) sowie die Titelpartie in „Ronja Räubertochter“ (Arnecke) und Lucienne in Korngolds „Die tote Stadt“ verkörperte.
2023 erschien ein vom SWR produziertes Fernseh-Porträt über Eickhoff unter dem Titel Ein Schmetterling im Opernhaus. U. a. für ihre Einspielung des Hollywood Songbooks von Hanns Eisler erhielt sie 2024 die Auszeichnung „Nachwuchskünstlerin des Jahres“ von Opus Klassik.
Seit der Spielzeit 2024/25 ist sie Ensemblemitglied der Semperoper Dresden. Im Rahmen eines Hongkong-Gastspiels der Bayerischen Staatsoper wirkte sie als Dryade in Ariadne auf Naxos mit. Weitere Engagements führten sie an die Königliche Oper in Kopenhagen, zu den Tiroler Festspielen Erl sowie zu konzertanten Auftritten und Liederabenden.

## Auszeichnungen (Auswahl)
- 2021: ARD Musikwettbewerb: 3. Preis im Fach Gesang[8]
- 2022: Concours Musical International de Montréal: 3. Preis in der „Aria Division“[9]
- 2022: SWR Junge Opernstars: Gewinnerin[10]
- 2024: Opus Klassik – Nachwuchskünstlerin des Jahres[11]

## Dokumentarfilm
- Primadonna or Nothing. Dokumentarfilm, Deutschland 2025, 95 Min., Regie: Juliane Sauter[12]

## Diskografie
- 2024: Hanns Eisler: Hollywood Songbook mit Eric Schneider (Klavier)
- 2024: Korngold: Sechs Einfache Lieder Op. 9 mit Benjamin Mead (Klavier)